# Jurisdicción de San Zadornil
Jurisdicción de San Zadornil ist eine Municipalidad (Gemeinde) im Partido juridical (Teilbezirk) Villarcayo de merindad de castilla la vieja der Comarca Las Merindades der spanischen Provinz Burgos im Norden der Comunidad Autonoma (entspricht deutschen Bundesländern) Castilla y León.

## Geografie und Bevölkerung
Die Gemeinde Jurisdicción de San Zadornil ragt als Zipfel in die Provinz Álava, die zur Autonomen Gemeinschaft Baskenland gehört.
Sie liegt auf etwa 500 bis 1000 Meter über dem Meer in der Cordillera Cantabrica, die wenige Kilometer südöstlich durch den Ebro von den Montes Obrenes geschieden wird. Sie gehört zum Naturpark Montes Obrenes-San Zadornil, das an drei Seiten umgebende baskische Gebiet zum Naturpark Valderejoko.
Bei einer Fläche von fast 31 km² hatte die Gemeinde 66 Einwohner (Stand: 2024), das waren 2 Einwohner pro Quadratkilometer. Damit hatte sich die Bevölkerung gegenüber 2007 halbiert.
Sie umfasst vier Dörfer (Anzahl der registrierten Einwohner 2018):
| Siedlung                   | Einwohnerzahlen | Einwohnerzahlen | 0Anmerkung                             |
| -------------------------- | --------------- | --------------- | -------------------------------------- |
| Siedlung                   | 02007           | 02018           | 0Anmerkung                             |
| San Zadornil               | 0022            | 0011            | Ayuntamiento (Rathaus und Gemeindeamt) |
| San Millán de San Zadornil | 0052            | 0025            | 2007 noch Schule mit 16 Schülern       |
| Arroyo de San Zadornil     | 0026            | 0013            |                                        |
| Villafría de San Zadornil  | 0013            | 0006            |                                        |

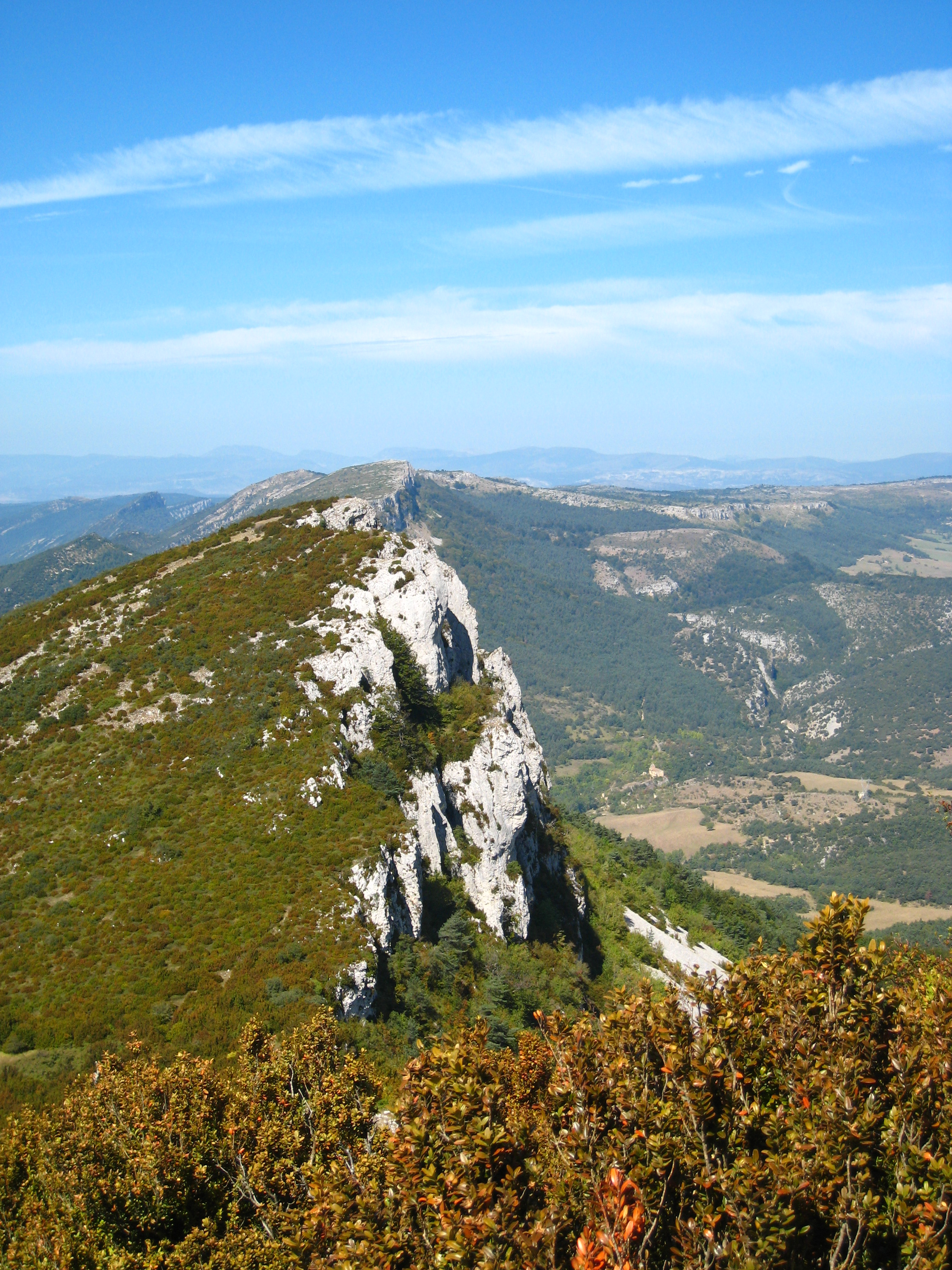
Gebirgslandschaft bei Villafría de San Zadornil
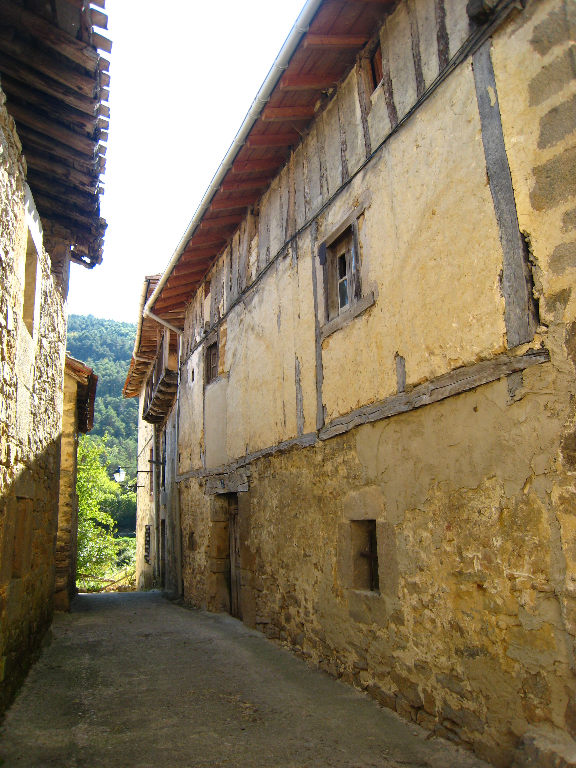
Gasse in San Zadornil
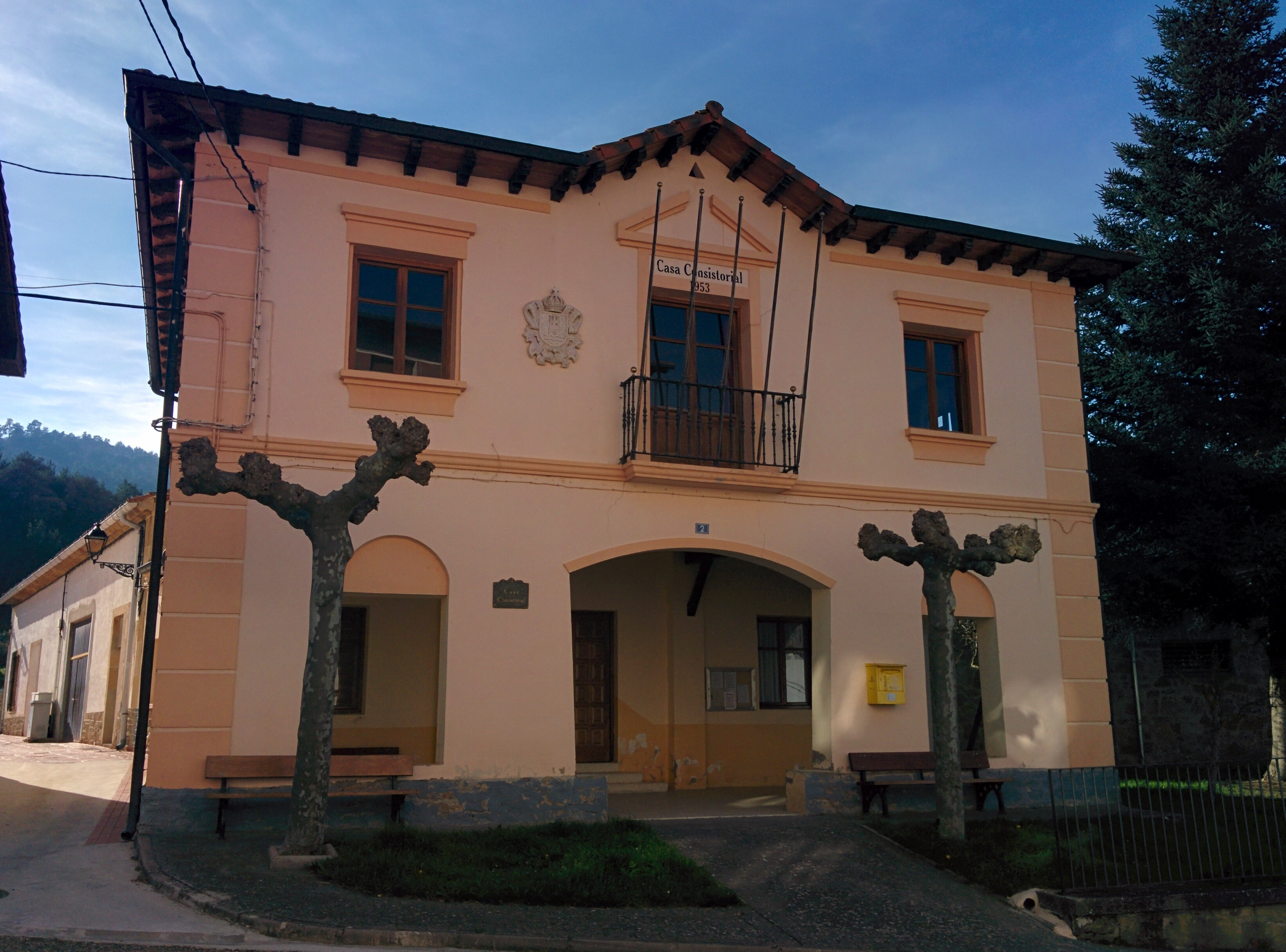
Ayuntamiento (Rathaus), hier auch Gemeindeamt

## Politik
Der Gemeinderat (Concejo) besteht aus drei Mitgliedern (Concejales). Seit der Kommunalwahl von 2019 gehören davon zwei dem konservativen Partido Popular an, eines den liberalen Ciudadanos.